# Joseph Raphson

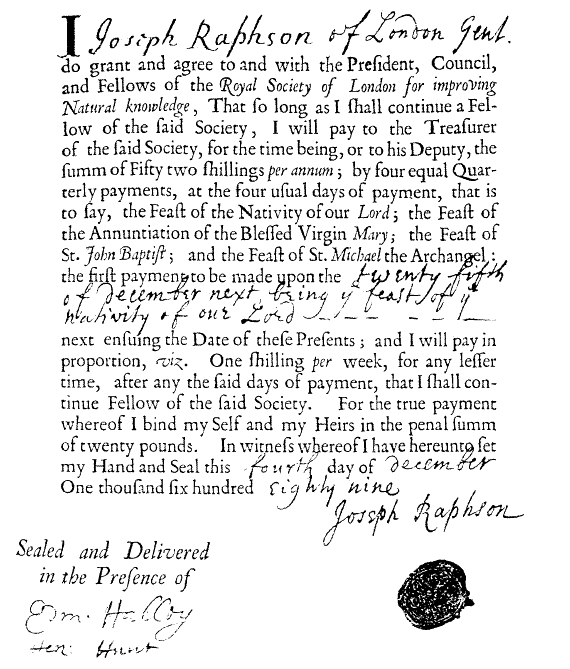
Compromisso assinado por Joseph Raphson em sua admissão na Royal Society

Joseph Raphson (Middlesex, Inglaterra, c. 1648 — Inglaterra, ca. 1715) foi um matemático inglês. É conhecido pelo Método de Newton–Raphson.

## Carreira
Pouco é conhecido sobre sua vida, e mesmo as datas de seu nascimento e morte não são conhecidas, embora o historiador da matemática Florian Cajori tenha levantado as datas aproximadas 1648–1715. Raphson frequentou o Jesus College da Universidade de Cambridge, obtendo a graduação com o título de Master of Arts em 1692. Foi eleito fellow da Royal Society em 30 de novembro de 1689, após ter sido proposto como membro por Edmond Halley.
A obra mais notável de Raphson é Analysis Aequationum Universalis, que foi publicado em 1690. Contém um método, agora conhecido como Método de Newton-Raphson, para aproximar as raízes de uma equação. Isaac Newton já havia desenvolvido uma fórmula bem similar em seu Method of Fluxions, escrito em 1671, mas esta obra só foi publicada em 1736, aproximadamente 50 anos após a Analysis de Raphson. Contudo, a versão de Raphson do método é mais simples que a de Newton, e é portanto geralmente considerada superior. Por esta razão, é a versão de Raphson do método, e não a de Newton, que é encontrada nos livros texto atuais.
Raphson foi um firme defensor do crédito a Newton, e não a Gottfried Wilhelm Leibniz, como o único inventor do cálculo. Adicionalmente, Raphson traduziu a obra de Newton Arithmetica Universalis do latim para o inglês.
Raphson cunhou o termo panteísmo em sua obra De Spatio Reali, publicada em 1697, que pode ter sido encontrada por John Toland, que chamou o trabalho de Raphson "engenhoso".